# أولي كلارك
أولي كلارك (بالإنجليزية: Ollie Clarke) هو لاعب كرة قدم بريطاني في مركز الوسط، ولد في 29 يونيو 1992 في برستل في المملكة المتحدة. لعب مع نادي بريستول روفيرز ونادي غلوستر سيتي.

## وصلات خارجية
- أولي كلارك على موقع قاعدة بيانات كرة القدم.إي يو (الإنجليزية)
- أولي كلارك على موقع Soccerbase.com (لاعب) (الإنجليزية)